# Heißköpfiger Nackteisbohrer
Der Heißköpfige Nackteisbohrer (original: hotheaded naked ice borer) ist eine fiktive Tierart, die auf einen Aprilscherz der Zeitschrift Discover im Jahr 1995 zurückgeht. Erfinder ist Tim Folger.
Gemäß dem Artikel wurde die fleischfressende Tierart von der Größe eines Maulwurfs und der Anmutung eines Nacktmulls erst kurz zuvor in der Antarktis entdeckt. Mit seinem wohldurchbluteten Kopf und einer Körpertemperatur von 43 °C seien die Tiere in der Lage, Gänge durchs Eis zu wühlen und ihrer Beute, unter anderem Pinguinen, nachzustellen. Damit sei auch das mysteriöse Verschwinden eines Forschungsreisenden, Philippe Poisson (Poisson d’avril – „Aprilfisch“ – ist die französische Bezeichnung für Aprilscherz), im 19. Jahrhundert zu erklären.
Discover erhielt wegen des Artikels mehr Post als zu irgendeinem ernstgemeinten Thema. Auch von zoologischen Gärten kamen humorige Anfragen nach dem Tier. In der Fernsehsendung Ripley’s Believe It or Not! wurde die angebliche Entdeckung als Tatsache wiedergegeben.
Ein angeblicher Nachfahre Poissons bedankte sich für die gelungene Rehabilitation seines Vorfahren. Insbesondere seine zeitgenössischen Gegner, allzumal der Deutsche Heinrich von Derersteapril, hätten böswilligerweise Poissons Erstbeschreibungen des Tieres auf den Missbrauch von Absinth zurückgeführt.

## Ähnliche Fabelwesen
- Schrumpfhörnige Schnarchkackler (Crumple-Horned Snorkack), ein fiktives Tierwesen aus der Harry-Potter-Romanreihe von Joanne K. Rowling
- Elwetritsche, ein Fabelwesen in Südwestdeutschland
- Wolpertinger, ein Fabelwesen in Süddeutschland
- Rasselbock, ein Fabelwesen in Thüringen
- Steinlaus, ein von Loriot gezeichnetes Nagetier
- Rhinogradentia, eine Ordnung „sehr wahrscheinlich ausgestorbener Säuger“